# 風輪菜
風輪菜（學名Clinopodium chinense）是唇形科植物中的一个種，多年生草本，株高約40-45cm，主要生長於亞熱帶如台灣地區之海拔800m以下的開闊地及荒廢地。

## 外部連結
- 風輪菜, Fengluncai （页面存档备份，存于） 藥用植物圖像數據庫 (香港浸會大學中醫藥學院) （繁體中文）（英文）